# Radiovittaria vittarioides
Radiovittaria vittarioides är en kantbräkenväxtart som först beskrevs av Nicaise Augustin Desvaux, och fick sitt nu gällande namn av S.Linds. Radiovittaria vittarioides ingår i släktet Radiovittaria och familjen Pteridaceae. Inga underarter finns listade.